# Tragopogon marginatus
Tragopogon marginatus là một loài thực vật có hoa trong họ Cúc. Loài này được Boiss. & Buhse miêu tả khoa học đầu tiên năm 1860.